# Pavel Petrov (längdskidåkare)
Pavel Georgijevitj Petrov (ryska: Павел Георгиевич Петров), född 4 mars 1995, är en rysk längdskidåkare som debuterade i världscupen den 3 februari 2017 i Pyeongchang, Sydkorea.